# Wenceslao Vargas
Wenceslao Vargas Rojas (Monte Patria, región de Coquimbo, 28 de septiembre de 1861-Valparaíso, 15 de mayo de 1958) fue un marino y militar chileno, reconocido como el último sobreviviente de la tripulación de la corbeta Esmeralda que tomó parte en el combate naval de Iquique el 21 de mayo de 1879.

## Carrera
Hijo de Toribio Vargas y de Silveria Rojas, ejerció diversos oficios en su juventud, siendo en uno de ellos destinado a Perú, donde trabajó en faenas de construcción y marina.
Luego del estallido de la Guerra del Pacífico, el 16 de abril de 1879 fue deportado junto con un centenar de chilenos hasta el puerto de Iquique, donde se enroló en la Armada de Chile entusiasmado por su amigo Arturo Fernández Vial.
Fue destinado a la corbeta Esmeralda en calidad de grumete, bajo las órdenes del capitán Arturo Prat Chacón. El 21 de mayo de 1879, mientras la Esmeralda permanecía realizando el bloqueo de Iquique, le tocó ser partícipe del combate naval de Iquique al cual sobrevivió. Fue hecho prisionero en el mismo puerto junto con el resto de los sobrevivientes chilenos, siendo liberados el 23 de noviembre de 1879, producto de un canje acordado entre los gobiernos de Chile y Perú. Luego participó en la primera campaña militar de la Guerra del Pacífico. Terminada la guerra, fue licenciado de la escuadra chilena en 1885 por incapacidad física, producto de una grave herida sufrida en una de sus piernas. También recibió una medalla conmemorativa por los servicios prestados a su país.
En la vida civil ejerció como empleado en diversas empresas salitreras y mineras, para posteriormente oficiar como comerciante en la ciudad de La Serena.
Por su participación en el combate naval de Iquique fue homenajeado en innumerable ocasiones, tanto por el gobierno chileno como por municipios, ramas del ejército y organizaciones públicas y privadas. En 1953 fue ungido con el grado de vicealmirante, el cargo máximo en el escalafón de la marina de Chile, siendo además declarado hijo ilustre de las ciudades de Santiago, Iquique, Valparaíso y La Serena, entre otras.
Falleció a la edad de 96 años en el Hospital Naval de Valparaíso, siendo el último sobreviviente chileno del combate naval de Iquique.

## En la cultura popular

### Cine
La película chilena La Esmeralda 1879 está inspirada en la historia de Wenceslao Vargas, quien es interpretado por el actor Fernando Godoy. La cinta fue estrenada en Chile el 20 de mayo de 2010.